# Philippe Périlleux
Pour les articles homonymes, voir Périlleux.
Philippe Périlleux, est un footballeur français, né le 16 septembre 1963 à Origny-Sainte-Benoite dans le département de l'Aisne. Il évolue au poste de milieu de terrain du début des années 1980 au milieu des années 1990.
Formé à l'US Valenciennes Anzin, il joue ensuite au Lille OSC, au Montpellier HSC et à l'USL Dunkerque où il termine sa carrière professionnelle.
Il est sélectionné en équipe de France espoirs et deux fois en équipe de France A',.

## Carrière
- 1982-1984 : US Valenciennes Anzin[3],[4]
- 1984-1991 : Lille OSC
- 1991-1995 : Montpellier HSC
- 1995-1996 : Lille OSC
- 1996-1997 : USL Dunkerque[5],[6]

## Palmarès
- Finaliste de la Coupe de France en 1994 avec Montpellier HSC[7]
- Vainqueur de la Coupe d'été en 1992 avec Montpellier HSC
- Finaliste de la Coupe d'été en 1994 avec Montpellier HSC